# Blindiopsis immersa
Blindiopsis immersa là một loài rêu trong họ Seligeriaceae. Loài này được E.B. Bartram & Dixon mô tả khoa học đầu tiên năm 1937.